# Egil Kristiansen
Egil Kristiansen (Lillehammer, 18 gennaio 1966) è un ex fondista norvegese.

## Biografia
In Coppa del Mondo ottenne il primo risultato di rilievo il 14 marzo 1992 a Vang (18°) e la prima vittoria, nonché primo podio, il 18 dicembre 1994 a Sappada.
In carriera prese parte a un'edizione dei Giochi olimpici invernali, Lillehammer 1994 (8° nella 30 km), e a una dei Campionati mondiali, Thunder Bay 1995 (39° nella 50 km).

## Palmarès

### Coppa del Mondo
- Miglior piazzamento in classifica generale: 19º nel 1995
- 2 podi (entrambi a squadre[1]):
  - 2 vittorie

#### Coppa del Mondo - vittorie
| Data             | Località | Nazione | Spec.                                                             |
| ---------------- | -------- | ------- | ----------------------------------------------------------------- |
| 18 dicembre 1994 | Sappada  | Italia  | 4x10 km TL (con Kristen Skjeldal, Bjørn Dæhlie e Thomas Alsgaard) |
| 15 dicembre 1996 | Brusson  | Italia  | 4x10 km (con Anders Eide, Kristen Skjeldal e Bjørn Dæhlie)        |

Legenda:

TL = tecnica libera